# Championnat d'Europe féminin de football des moins de 19 ans 2025
 (juin 2025).
Navigation
Édition 2024 Édition 2026
La 26e édition du championnat d'Europe féminin de football des moins de 19 ans se tient en Pologne du 15 au 27 juin 2025. La Pologne accueille le tournoi, en remplacement de la Biélorussie qui devait être l'hôte mais qui s'est vue retirée l'attribution par l'UEFA en raison de l'implication du pays dans l'invasion russe de l'Ukraine.
La phase finale réunit huit équipes, dont les joueuses sont nées le 1er janvier 2006 ou après.

## Stades
| Pologne                         | Pologne | Pologne                       |
| Mielec                          | [[Fichier:Poland adm location map.svg\|470px\|{{#if:\|{{{alt}}}\|Championnat d'Europe féminin de football des moins de 19 ans 2025 est dans la page Pologne.]]Mielec Rzeszów Stalowa Wola Tarnobrzeg | Stalowa Wola                  |
| ------------------------------- | --- | ----------------------------- |
| Grzegorz Lato Municipal Stadium | [[Fichier:Poland adm location map.svg\|470px\|{{#if:\|{{{alt}}}\|Championnat d'Europe féminin de football des moins de 19 ans 2025 est dans la page Pologne.]]Mielec Rzeszów Stalowa Wola Tarnobrzeg | Subcarpathian Football Center |
| Capacité: 7,000                 | [[Fichier:Poland adm location map.svg\|470px\|{{#if:\|{{{alt}}}\|Championnat d'Europe féminin de football des moins de 19 ans 2025 est dans la page Pologne.]]Mielec Rzeszów Stalowa Wola Tarnobrzeg | Capacité: 3,764               |
|                                 | [[Fichier:Poland adm location map.svg\|470px\|{{#if:\|{{{alt}}}\|Championnat d'Europe féminin de football des moins de 19 ans 2025 est dans la page Pologne.]]Mielec Rzeszów Stalowa Wola Tarnobrzeg |                               |
| Rzeszów                         | [[Fichier:Poland adm location map.svg\|470px\|{{#if:\|{{{alt}}}\|Championnat d'Europe féminin de football des moins de 19 ans 2025 est dans la page Pologne.]]Mielec Rzeszów Stalowa Wola Tarnobrzeg | Tarnobrzeg                    |
| Stal Rzeszów Municipal Stadium  | [[Fichier:Poland adm location map.svg\|470px\|{{#if:\|{{{alt}}}\|Championnat d'Europe féminin de football des moins de 19 ans 2025 est dans la page Pologne.]]Mielec Rzeszów Stalowa Wola Tarnobrzeg | Tarnobrzeg Municipal Stadium  |
| Capacité: 15,026                | [[Fichier:Poland adm location map.svg\|470px\|{{#if:\|{{{alt}}}\|Championnat d'Europe féminin de football des moins de 19 ans 2025 est dans la page Pologne.]]Mielec Rzeszów Stalowa Wola Tarnobrzeg | Capacité: 3,770               |
|                                 | [[Fichier:Poland adm location map.svg\|470px\|{{#if:\|{{{alt}}}\|Championnat d'Europe féminin de football des moins de 19 ans 2025 est dans la page Pologne.]]Mielec Rzeszów Stalowa Wola Tarnobrzeg |                               |

## Qualifications
52 (sur 55) nations de l'UEFA ont participé à la phase des qualifications. Le tirage au sort des éliminatoires a eu lieu le 31 mai 2022, au siège de l'UEFA à Nyon, en Suisse.

## Équipes qualifiées
| Équipes    | Qualification             | Phase finale | Dernière apparition | Meilleure performance                         |
| ---------- | ------------------------- | ------------ | ------------------- | --------------------------------------------- |
| Pologne    | Qualifiée d'office (hôte) | 2e           | 2007 (1er tour)     |                                               |
| Pays-Bas   | Vainqueur du groupe A1    | 13e          | 2024 (1er tour)     | Champion (2014)                               |
| Portugal   | Vainqueur du groupe A2    | 2e           | 2012 (demi-finales) |                                               |
| Angleterre | Vainqueur du groupe A3    | 16e          | 2024 (demi-finales) | Champion (2009)                               |
| Italie     | Vainqueur du Groupe A4    | 9e           | 2022 (1er tour)     | Champion (2008)                               |
| Espagne    | Vainqueur du Groupe A5    | 18e          | 2024 (Champion)     | Champion (2004, 2017, 2018, 2022, 2023, 2024) |
| France     | Vainqueur du Groupe A6    | 19e          | 2024 (demi-finales) | Champion (2003, 2010, 2013, 2016, 2019)       |
| Suède      | Vainqueur du Groupe A7    | 14e          | 2022 (demi-finales) | Champion (1999, 2012, 2015)                   |

### Effectifs
Composition des équipes qualifiées du championnat d'Europe féminin des -19 ans 2025 (en)

## Premier tour

### Groupe A
| Rang | Équipe  | Pts | J | G | N | P | Bp | Bc | Diff |
| ---- | ------- | --- | - | - | - | - | -- | -- | ---- |
| 1    | France  | 9   | 3 | 3 | 0 | 0 | 11 | 1  | +10  |
| 2    | Italie  | 4   | 3 | 1 | 1 | 1 | 3  | 3  | 0    |
| 3    | Pologne | 4   | 3 | 1 | 1 | 1 | 6  | 7  | -1   |
| 4    | Suède   | 0   | 3 | 0 | 0 | 3 | 0  | 9  | -9   |

### Groupe B
| Rang | Équipe     | Pts | J | G | N | P | Bp | Bc | Diff |
| ---- | ---------- | --- | - | - | - | - | -- | -- | ---- |
| 1    | Espagne    | 6   | 3 | 2 | 0 | 1 | 3  | 1  | +2   |
| 2    | Portugal   | 6   | 3 | 2 | 0 | 1 | 6  | 3  | +3   |
| 3    | Angleterre | 3   | 3 | 1 | 0 | 2 | 3  | 6  | -3   |
| 4    | Pays-Bas   | 3   | 3 | 1 | 0 | 2 | 2  | 4  | -2   |

Les deux premiers de chaque groupe accèdent aux demi-finales et sont qualifiés pour la Coupe du Monde Féminine U-20 de la FIFA 2026.

## Tableau final
|  | Demi-finales | Demi-finales |        |      | Finale       | Finale       |
|  | Demi-finales | Demi-finales |        |      | Finale       | Finale       |
|  |              |              |        |      |              |              |
|  | 24 juin 2025 | 24 juin 2025 |        |      | 27 juin 2025 | 27 juin 2025 |
|  | 24 juin 2025 | 24 juin 2025 |        |      | 27 juin 2025 | 27 juin 2025 |
|  | France       | 4 ap         |        |      | 27 juin 2025 | 27 juin 2025 |
|  | France       | 4 ap         |        |      | 27 juin 2025 | 27 juin 2025 |
|  | Portugal     | 3            |        |      | 27 juin 2025 | 27 juin 2025 |
|  | Portugal     | 3            | France | 0    |              |              |
|  | 24 juin 2025 |              | France | 0    |              |              |
|  |              | Espagne      | 4      |      |              |              |
|  | Espagne      | Espagne      | 4      | 2 ap |              |              |
|  | Espagne      |              |        | 2 ap |              |              |
|  | Italie       | 0            |        |      |              |              |
|  | Italie       | 0            |        |      |              |              |